# Grand Junction (Colorado)
Grand Junction is een plaats (city) in de Amerikaanse staat Colorado, en valt bestuurlijk gezien onder Mesa County. De naam ("grote driesprong") refereert aan de samenvloeiing van de rivier de Colorado en de rivier de Gunnison.

## Demografie
Bij de volkstelling in 2000 werd het aantal inwoners vastgesteld op 41.986.
In 2006 is het aantal inwoners door het United States Census Bureau geschat op 46.898, een stijging van 4912 (11.7%).

## Geografie
Volgens het United States Census Bureau beslaat de plaats een oppervlakte van
80,5 km², waarvan 79,8 km² land en 0,7 km² water. Grand Junction ligt op ongeveer 1387 m boven zeeniveau.

## Klimaat
Grand Junction ligt in een groot woestijngebied in West Colorado. Winters zijn koud en droog, met een gemiddelde temperatuur in januari van −2.6 °C. 
| Maand                          | jan  | feb  | mrt  | apr  | mei  | jun  | jul  | aug  | sep  | okt  | nov  | dec  | Jaar  |
| ------------------------------ | ---- | ---- | ---- | ---- | ---- | ---- | ---- | ---- | ---- | ---- | ---- | ---- | ----- |
| Hoogste maximum (°C)           | 17   | 21   | 27   | 32   | 38   | 41   | 41   | 39   | 38   | 31   | 24   | 19   | 41    |
| Gemiddeld maximum (°C)         | 3,2  | 7,4  | 13,6 | 18,5 | 24,5 | 30,9 | 34   | 32,1 | 26,7 | 19,0 | 10,2 | 3,6  | 18,7  |
| Gemiddelde temperatuur (°C)    | −2,6 | 1,4  | 6,6  | 10,9 | 16,4 | 22,2 | 25,7 | 24,2 | 18,9 | 11,7 | 3,9  | −1,9 | 11,4  |
| Gemiddeld minimum (°C)         | −8,3 | −4,6 | −0,3 | 3,4  | 8,3  | 13,5 | 17,3 | 16,3 | 11,1 | 4,4  | −2,4 | −7,5 | 4,3   |
| Laagste minimum (°C)           | −31  | −29  | −15  | −12  | −4   | 1    | 7    | 6    | −2   | −9   | −20  | −29  | −31   |
|                                |      |      |      |      |      |      |      |      |      |      |      |      |       |
| Neerslag (mm)                  | 14,7 | 13,7 | 23,4 | 23,1 | 22,4 | 11,7 | 15,5 | 24,1 | 30,2 | 26,9 | 18,5 | 15,0 | 239,3 |
| Regendagen (dag)               | 5,9  | 6,2  | 7,3  | 7,3  | 6,4  | 4,1  | 5,3  | 6,7  | 7,0  | 6,5  | 5,9  | 5,7  | 74,3  |
| Relatieve luchtvochtigheid (%) | 69,7 | 60,4 | 50,1 | 40,3 | 36,3 | 29,4 | 33,5 | 36,6 | 38,8 | 45,6 | 58,5 | 68,0 | 47,2  |

## Plaatsen in de nabije omgeving
De onderstaande figuur toont nabijgelegen plaatsen in een straal van 24 km rond Grand Junction.